# Головачевка (Нижегородская область)
Головачевка — деревня в Большеболдинском районе Нижегородской области. Входит в состав Молчановского сельсовета. Население 87 (2010) человек

## Общая физико-географическая характеристика
Географическое положение
По автомобильным дорогам расстояние до областного центра города Нижнего Новгорода составляет 210 км, до районного центра села Большого Болдино — 31 км.
Часовой пояс
Головачевка, как и вся Нижегородская область, находится в часовой зоне МСК (московское время). Смещение применяемого времени относительно UTC составляет +3:00.

## История
В «Списке населенных мест» Нижегородской губернии по данным за 1859 год значится как разноведомственная деревня в первом стане Сергачского уезда при речке Чеке в 60 верстах от Сергача. В деревне насчитывалось 16 дворов и проживало 150 человек (72 мужчины и 78 женщин).

## Население
| 1999 | 2002 | 2010 |
| ---- | ---- | ---- |
| 110  | ↗113 | ↘87  |

Национальный состав
Согласно результатам переписи 2002 года, в национальной структуре населения русские составляли 85% из 113 человек.